# فیل رابرتسون
فیل رابرتسون (انگلیسی: Phil Robertson؛ زادهٔ ۲۴ آوریل ۱۹۴۶ – درگذشتهٔ ۲۵ مهٔ ۲۰۲۵) یک بازیگر اهل ایالات متحده آمریکا بود. وی از سال ۱۹۷۲ تا ۲۰۲۵ میلادی مشغول فعالیت بود.

## مرگ
رابرتسون در سن ۷۹ سالگی در ۲۵ مه ۲۰۲۵ درگذشت. هیچ علت مرگی اعلام نشد، اما مشخص است که رابرتسون از مشکلات سلامتی رنج می‌برد. عروس او گفت که یک مراسم خصوصی و یک گردهمای عمومی برای بزرگداشت او برگزار خواهد شد.